# Batalla de Yamazaki
La batalla de Yamazaki (山崎の戦い Yamazaki no tatakai?) fue un conflicto bélico que se desarrolló en 1582 en el poblado japonés de Yamazaki. Dicha batalla también es conocida como la “batalla de Tennōzan”.
Akechi Mitsuhide, un sirviente de Oda Nobunaga, atacó a Nobunaga mientras este descansaba en Honnō-ji y lo obligó a cometer seppuku. Trece días después, Toyotomi Hideyoshi se encontró con las fuerzas de Mitsuhide en Yamazaki y lo derrotó, vengando la muerte de Nobunaga y tomando su poder y autoridad.

## Preludio
Durante el Incidente de Honnō-ji donde murió Nobunaga, Hideyoshi estaba ocupado peleando en contra del clan Mōri. Cuando le llegan a Hideyoshi las noticias de la muerte de Nobunaga y de que Mitsuhide planeaba quedarse con el poder y dominios de Nobunaga, Hideyoshi inmediatamente negoció la paz con el clan sin comentar ni una sola palabra de la muerte de Nobunaga. Una vez que el tratado fue pactado, llevó a sus tropas a marchas forzadas hacia Kioto promediando entre 30 y 40 kilómetros diarios de recorrido.
Mitsuhide controlaba ya dos castillos (el castillo Shōryūji y el castillo Yodo) en la región de Yamazaki desde donde trataba de ganar simpatizantes a su causa.
A menos de dos semanas de la traición cometida por Mitsuhide, el ejército de Hideyoshi finalmente arribó y lo atacó en Yamazaki. Sabiendo que sus fuerzas eran sumamente inferiores a las de su adversario, Mitsuhide resolvió dirigirse al sur y preparar la batalla con todos los soldados que tenía.
Mientras tanto Hideyoshi decidió que el área boscosa de Tennōzan justo a las afueras de Yamazaki era un punto clave para controlar el camino a Kioto, por lo que le ordenó que Nakagawa Kiyohide junto con un destacamento aseguraran el área mientras el dirigía a la mayoría del ejército a Yamazaki.
Mitsuhide formó a su ejército detrás de un pequeño río llamado Enmyōji-gawa el cual le brindaba una excelente posición defensiva. Esa noche, Mitsuhide envió a un grupo de ninja al campamento enemigo incendiándolo y causando un gran temor y confusión entre las tropas.

## La batalla
A la mañana siguiente, la batalla comenzó al momento en que Hideyoshi alineó sus tropas a lo largo de la orilla contraria de donde se encontraban las fuerzas de Mitsuhide. Algunos de los hombres de Mitsuhide cruzaron el río buscando llegar a la cima de la colina Tennōzan pero los disparos de los arcabuceros los hicieron retroceder. Hideyoshi confiado en la superioridad numérica de sus fuerzas ordenó al flanco derecho de su ejército que atravesara el río y se dirigiera hacia líneas frontales de Mitsuhide. Pronto se unió a la batalla el flanco izquierdo con el apoyo del destacamento que se había apostado a lo alto de la colina Tennōzan. La mayoría de los hombres de Mitsuhide huyeron con excepción de 200 hombres al mando de Mimaki Kaneaki, los cuales fueron vencidos fácilmente por la amplia superioridad numérica con que gozaba el enemigo.
La armada de Mitsuhide comenzó la huida de regreso al castillo Shōryūji pero fueron alcanzados en el camino. Mitsuhide logró huir más lejos, hasta el pueblo de Ogurusu donde fue capturado y muerto.
Hideyoshi después de esta batalla se consolidó como el militar más influyente de Japón a la muerte de Nobunaga, heredando sus dominios y su poder, controlando el país entero.